# Залес
Залеш (словен. Zales) је насељено место у општини Блоке, Приморско-нотрањска регија, Словенија.

## Историја
До територијалне реорганизације у Словенији био је у саставу старе општине Церкница.

## Становништво
У попису становништва из 2011. године, Залес је имао 5 становника.
| Број становника према пописима | Број становника према пописима | Број становника према пописима |
| ------------------------------ | ------------------------------ | ------------------------------ |
| 1991                           | 2002                           | 2011                           |
| 22                             | 15                             | 5                              |